# 九十五条论纲
《九十五條論綱》（德語：Fünfundneunzig Thesen），或称《關於贖罪券的意義及效果的見解》，是一份反對贖罪券的学术论辩提綱，由薩克森選侯國维滕贝格大学道德神学教授馬丁·路德於1517年撰写；在论纲当中，他反对羅馬教廷出售赎罪券敛财，并认为赎罪券不能促进而使得信徒进入天国；这标示着德国宗教改革的起点。这份提纲不但引發了德意志宗教改革運動，後續其他神學家響應的宗教改革，更直接促成了新教的誕生。

## 背景

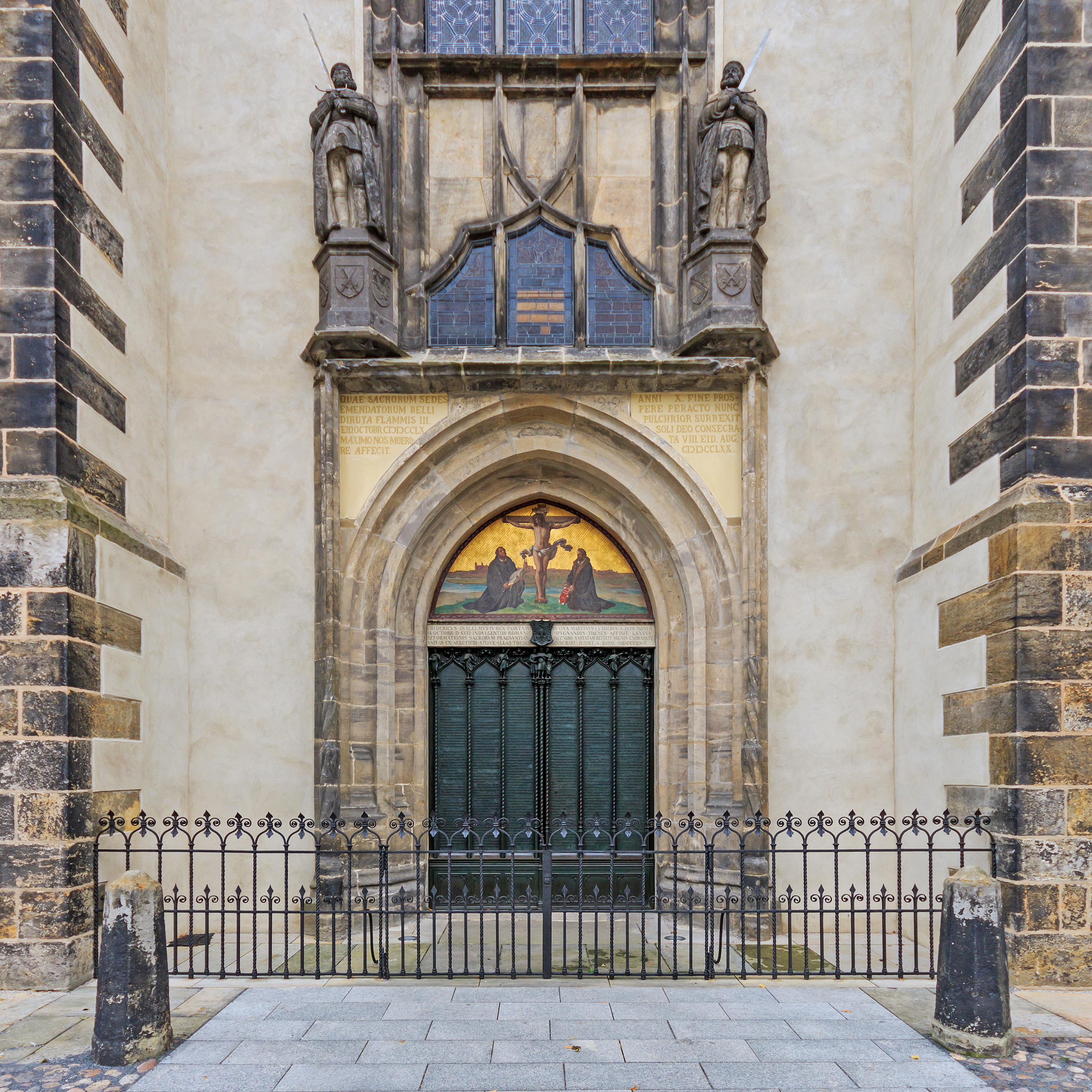
路德张贴论纲的諸聖堂大门（德语：Thesentür）

原為天主教聖奧古斯丁修道會會士的馬丁·路德，在1510年被派往罗马討論修會的問題，他对聖座的貪腐無道非常失望，使他對教會的問題有了切身的了解。1511年路德遷往維滕貝格，此後在此居住終其一生。1512年他獲得神學博士學位，成為维滕贝格大学的教授。此後幾年間他對因信稱義有了更深入的認識，孕育了後來宗教改革的思想。1517年一次贖罪券的發行成了一個導火線。
聖座出售贖罪券（大赦證明書）的做法在11世紀十字軍的時候開始出現，讓信徒能以金錢的捐獻贖買將來在煉獄的苦刑，還可以給已經死去的人代購贖罪券。一句俗語說“銀幣叮噹落進箱底，靈魂雀躍跳出煉獄”。贖罪券的理論是認為耶穌和聖徒有多餘的功德，教會有權利釋放給其他信徒，為他們代贖那些非永恆的罪罰。煉獄是不完全的信徒死後暫居的地方，接受暫時的懲罰，煉淨以後才得上天堂。贖罪券在那個時代成為聖座的重要經濟來源。
1517年聖座開始一次特別大規模的贖罪券出售，有兩個起因，一是聖座需要建造羅馬的聖伯多祿大殿，另外，一位阿爾佈特主教為了要做美因茨的樞機，向富格爾家族借了很多債，以便上繳給教宗良十世（當時的主教職位常常以奉獻的名義變相出售）。聖座授權阿爾佈特在他的屬地出售贖罪券，所得由雙方平分，但對外宣傳只稱是修建聖伯多祿大殿。這次出售的贖罪券很特別，是全大赦贖罪券，可以贖買過去所犯的罪攢下來的所有刑罰，將購買者重新恢復到好像初生嬰兒的純潔狀態。一般的贖罪券只能贖買一定年數的煉獄受刑，無限制特效的贖罪券很罕見，立刻轟動各地。出售贖罪券伴隨著很大規模的“促銷活動”，有專門的出售特使到各地去，舉辦遊行、演講，一時搞得轟轟烈烈。路德所在的薩克森地區其實是沒有出售這種贖罪券的，因為贖罪券的出售需要當地領主的同意，這中間往往有很多的政治鬥爭，而薩克森的腓特烈親王不許，以保護當地教堂的與聖物相關的贖罪券，但也有人去鄰區購買，可見其盛況。

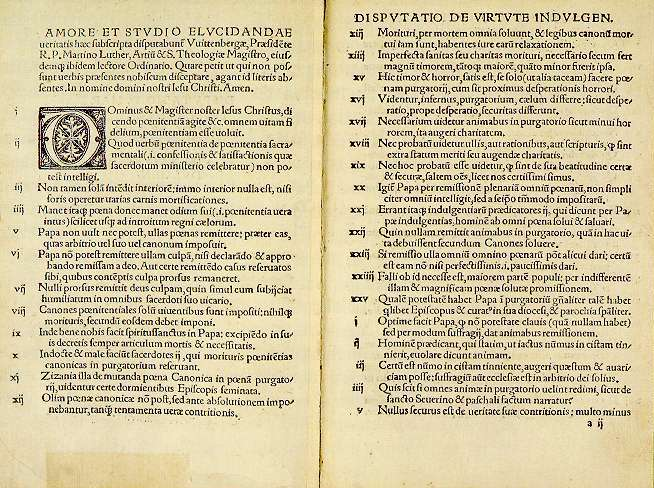
九十五條論綱

1517年10月31日，諸聖節前夕，路德在當地的諸聖堂的門上貼出佈告《關於贖罪券意義與效果之見解》（拉丁語：Disputatio pro declaratione virtutis indulgentiarum，共九十五條），列出反對贖罪券的九十五條論點，徵求學術的辯論，同時寄信抄送阿爾佈特主教。九十五條的主要論點是：得神赦免的唯一途徑是悔改(#1)。贖罪券僅能贖買從人來的懲罰（#34），不能贖買人在煉獄中所受的刑罰，第一，因為那是神所加的刑罰，教會法或者教宗無權減免(#5,#20,#22)。第二，贖罪券也不能換取耶穌和聖徒的功德來減免刑罰(#56-#58)。贖罪券反而助長發行經手人的貪婪(#66,#67)，引發大眾對教宗的反對（#81)，是對信徒進入天國的虛假的平安保證（#95）。九十五條的第一條和最後一條是這樣的：“當我主耶穌基督說『你們應當悔改』時，他的意願是希望信徒們畢生致力於悔改”。“唯有經歷各種苦難，而不是虛假的平安擔保，才能有把握進入天國。”
九十五條是以拉丁文寫成的，本意是徵求學術辯論，而非開宗立派。但有人將它翻譯成德文，以剛剛盛行起來的印刷術印刷發行，立刻不脛而走，傳遍德意志和整個歐洲。一般認為這是宗教改革運動的開始。

## 歷史意義
嚴格來說，路德並沒有說贖罪券是絕對錯誤的，他只是說（#68）“和神的恩典及十字架的虔誠相比，贖罪券實際上是最微不足道的”。他承認教宗在地上也是有懲罰會眾的權力（#5），贖罪券可以滿足這種在地上的懲罰（#34）。但這一點幾乎只有理論上的意義，從通篇來看，他的反對的口吻是很明確，甚至很激烈的，作為“虛假的平安保證”（#95），贖罪券的弊端遠遠大於其效用。
對贖罪券的批評一直是有的，路德的九十五條的重要意義在於他從根本的神學上質疑教宗的赦罪權柄，這一點思想後來得到了更大的發展。當時路德對於聖座和教宗的權柄還算是尊重的，特別是對於教會法，他認為權柄更在教宗之上。例如談到教宗的懲罰和赦罪的權柄（#5）：“教宗只能赦免根據自己的權柄或根據教會法的權柄加於人們的懲罰”，這是承認教宗還是有一定權柄的，但他在1518年的文章中說““我們無須懼怕在被革除教籍的情況下死去。假如被革除教籍的判決是公正的，被定罪的人若憂傷痛悔，仍然能得救；若判決是不公正的，他就有福了”。這其實是否認教宗的權柄。對於教宗是否能夠釋放耶穌和聖徒的功德以減免刑罰，他當時持懷疑態度但並沒有完全否認，他說（#56）：「教宗宣稱他所賜予的赦罪恩惠是取自教會的『寶藏』，基督信徒對此『寶藏』既未充分討論，也不了解」。他在1518年寫的關於九十五條的闡釋，進一步發展了他的思想，認為聖徒是沒有多餘的功德的，因為他們所行的都是應該的，而耶穌的功德也不能通過贖罪券來得到。1518年11月9日，教宗發布教諭，澄清了關於贖罪券的一些觀點，明確提出通過教宗的祈求，神會將基督和聖徒有餘的功德釋放出來減免人在煉獄暫時的刑罰。但到那時候，路德的思想已經進一步發展，只承認聖經的權威，不再接受教會法能有與聖經一樣的權威，所以教宗教諭已經不能成為贖罪券的理論依據。另外，寫九十五條的時候，他對於煉獄的觀點還是接受的，但後來的看法改變了。
1519年，馬丁·路德在萊比錫參加神學論戰，辯論的核心不是贖罪券，而是教宗的權力，因為這正是九十五條背後所指向的，辯論結果雙方分歧甚大，辯論18天以後只能休會。此後馬丁路德進一步發展他關於教會權柄的思想，1520年出版《致德意志基督教貴族公開書》，提出人人皆祭司，否認教宗有至高的屬靈權柄，又發表《教會被擄於巴比倫》，在天主教會的七項聖事中，只承認聖洗聖事（洗禮）和聖體聖事（聖餐禮）是神所設立的聖事，其餘的只是教會傳統的一般禮儀，這是更具體地挑戰教宗和天主教會的權柄。歸根溯源，他對教會權柄的挑戰是開始於《九十五條論綱》。而他對教會權柄的挑戰又是建立在兩個更根本的神學觀念上的，一是因信稱義，教會與神職有其重要的作用，但完全沒有赦罪和使人稱義的權柄，另一個根本的神學觀念是唯獨聖經，教宗的諭旨完全沒有和《聖經》同等的地位。
聖座後來也出現改良性的對應改革運動。在1550年代特利騰大公會議上，正式廢止出售贖罪券。

## 提纲
1. 悔改是什麼
  1. 是一生的事。(#1)
  2. 是內心的悔改。（#4）
  3. 是外在的苦行。（#3）
2. 悔改不是什麼
  1. 悔改不等於懺悔告解的儀式。（#2）
  2. 悔改不等於購買赦罪券。（#35-#36）
3. 購買赦罪券益處不大
  1. 教宗只在教會法允許的範圍內有權懲罰和赦免。（#5）
    1. 因此赦罪券只能免除那些教宗有權施加的懲罰。（#20-#21,#34）

  2. 死去的人已經免除了教會所能給予的那部分懲罰。（#8-#13）
    1. 因此死去的人不需要赦罪券來免除教會的懲罰。（#22）

  3. 赦罪券中是否有耶穌和聖徒來的可轉移的功德不清楚，悔改是更可靠的得赦免的方法。（#56-#68）
4. 購買赦罪券常常有害
  1. 增加賣赦罪券的經辦人的貪婪之心。（#27-#28，#50-#51,）
  2. 容易使人忘記真誠的悔改。（#39-#40）
  3. 容易使人認為教宗是在斂財。（#81-#91）
5. 總結 - 唯有經歷各種苦難，而不是虛假的平安擔保，才能有把握進入天國。（#95）

## 脚注
1. ↑  这个名称来自于1517年巴塞尔小册子版论纲的标题。最初几个版本论纲中使用了学院风浓厚的开头说明语（英语：incipit）式标题，而非总结式标题。[2]

### 引用
1. ↑  Mullett 2001，第40頁.
2. ↑  Cummings 2002，第32頁.
3. ↑  Roland Bainton, 1950 & 1978，"Here I Stand: A Life of Martin Luther"

## 外部連結
- 九十五条论纲全文中文版（页面存档备份，存于）
- 論「贖罪券」的錯譯（页面存档备份，存于）